# Gaspéhalvøen
Gaspéhalvøen eller Gaspé (fransk:Le Gaspé eller la Gaspésie) er en halvø i provinsen Québec, i det sydøstlige Canada. Gaspé strækker sig ud i Saint Lawrence-bugten og udgør den afsluttende del af Saint Lawrenceflodens sydlige kyst. I syd har Gaspé naturlige grænser mod New Brunswick igennem Baie des Chaleurs og Restigouche River.
Gaspé er Appalachernes nordlige afslutning og dens indre er meget kuperet. Appalachian Trail leder ind på Gaspéhalvøen.
Ved halvøens spids, Cap Gaspé , ligger byen Gaspé og Forillon National Park.
Vej 132 følger kysten omkring hele Gaspé og krydser også halvøen ved Sainte-Flavie.
Sammen med Îles de la Madeleine danner Gaspé regionen Gaspésie-Îles-de-la-Madeleine .
"Gaspé" kommer fra mi'kmaqindianernes ord gespeg, "verdens ende".

## Eksterne kilder og henvisninger
1. ↑  Statistics Canada Population and dwelling counts, for Canada, provinces and territories, and economic regions, 2011 and 2006 censuses - 100% data

- Wikimedia Commons har flere filer relateret til Gaspéhalvøen
- Gaspésie, a region to discover

48°39′29″N 65°45′10″V / 48.658055555556°N 65.752777777778°V